# 熱帶低氣壓618
熱帶低氣壓618（英語：Tropical Depression 618）是2000年在香港海域形成的一个热带低气压。该热带低气压在近岸海域形成，只有被香港天文台升格。

## 氣象歷史
2000年6月18日一道低壓槽影響南海北部及廣東沿岸地區，當晚9時該低壓槽的其中一個大氣旋渦在香港天文台總部之西南偏南約35公里的大嶼山以南海域增強為一小型熱帶低氣壓，香港天文台評定其中心風力為每小時60公里。聯合颱風警報中心也曾對此熱帶擾動評級為「低」，即有一定成數的機會形成熱帶氣旋，但最終也未將其升格為熱帶低氣壓。該熱帶低氣壓向北移動，在大嶼山及香港島之間掠過，然後橫過青衣島，並於當晚10時15分之前在荃灣附近登陸，掠過八鄉和雞公嶺。熱帶低氣壓於午夜時分離開香港，在落馬洲附近進入深圳。其後，熱帶低氣壓618繼續進入廣東內陸，並迅速消散。

## 影響

### 香港
當地懸掛之最高熱帶氣旋警告信號： 三號強風信號
熱帶低氣壓618導致香港天文台懸掛2000年首個熱帶氣旋警告信號，亦是千禧年後首個正面吹襲香港（距離香港100公里內掠過）的熱帶氣旋。由於一股熱帶低氣壓在香港境內形成，香港風力迅速增強，因此天文台於晚上9時15分直接懸掛三號強風信號。此為自1993年以來香港首次直接懸掛三號強風信號，當時熱帶低氣壓集結於香港天文台總部之西南偏南約35公里。此熱帶低氣壓直徑約為200公里，強風半徑則約為25公里，中心風力為每小時60公里。該熱帶低氣壓在當晚10時左右最接近天文台總部，並在天文台總部以西約10公里掠過，然後在10時15分之前在荃灣附近登陸（初報認為在10時30分左右登陸），橫過新界西部，凌晨轉吹西南風，風勢緩和。東部地區的持續風力短暫達到烈風程度，西貢的10分鐘平均風速曾達每小時70公里。
隨著熱帶低氣壓進入內陸及開始消散，天文台於午夜表示短期內除下三號信號，並於翌日凌晨1時45分除下所有熱帶氣旋警告信號。在熱帶低氣壓618影響香港期間，小西灣及柴灣分別有棚架倒塌和木板從地盤高處墮下，無人傷亡。
一個熱帶低氣壓在如此接近陸地的海面形成較罕見，上一個在近距離生成的熱帶氣旋是1996年的熱帶風暴麗莎，位置在香港之東南約160公里，當時只需要懸掛一號戒備信號。事後這熱帶低氣壓被稱為「熱帶低氣壓618」。

### 澳門
地球物理暨氣象局認為該低壓區強風圈範圍細小而沒有把其升格，因此沒有懸掛任何信號，使港澳兩地出現2級氣旋警告的差距。
6月18日下午受低壓槽影響下，澳門氣象局曾在下午3時發出紅色暴雨警告信號，隨後在下午5時15分取消所有暴雨警報信號，澳門當天各區累積雨量達84.8至126.6毫米。當天澳門錄得最低氣壓為1005.2 hPa。

## 熱帶氣旋警告使用紀錄
| 香港天文台 熱帶氣旋警告信號 | 香港天文台 熱帶氣旋警告信號 | 香港天文台 熱帶氣旋警告信號 |
| --------------------------- | --------------------------- | --------------------------- |
| 上一熱帶氣旋                | 三號強風信號                | 下一熱帶氣旋                |
| 颱風丹尼                    | 三號強風信號                | 強烈熱帶風暴瑪莉亞          |

| 前任： 颱風丹恩 | 影響香港的熱帶氣旋 | 繼任： 颱風啟德 |

## 備註
1. ↑  類似情況亦發生於1971年颱風露絲（香港十號颶風信號、澳門八號風球）、1991年強烈熱帶風暴布倫登（澳門十號風球、香港八號東北及東南烈風或暴風信號）、1999年颱風利奧（香港八號東北烈風或暴風信號、澳門一號風球）、2009年颱風莫拉菲（香港九號烈風或暴風風力增強信號、澳門三號風球）及2017年熱帶風暴洛克（香港八號西北烈風或暴風信號、澳門一號風球）